# Laurens Pietersz Sweys
Laurens Pietersz Sweys (Sweiss) var en nederländsk köpman och stenmästare.
Sweys var verksam som stenmästare i Amsterdam, Danmark och det danska Skåne under 1600-talets första hälft. Han fungerade från 1618 och några år framåt som mellanhand vid den danske kungen Christian IV:s köp av byggnadsmaterial och skulpturer till galleriet på Frederiksborg i Köpenhamn och Trefaldighetskyrkan i Kristianstad. Av bevarade brev från 1633 framgår att han återvänt från Danmark och bosatt sig i Amsterdam. han förekommer därefter i handlingarna främst som köpman och någon enstaka gång som stenmästare. Av hans arbeten som sten- och bildhuggare är få arbeten kända men man vet att han omkring 1617 utförde stenhuggeriarbeten på en predikstol ritad av Hans van Steenwinckel för slottskyrkan på Frederiksborg som senare flyttades till Trefaldighetskyrkan och att han bidrog med mindre arbeten till altaruppsatsen i Trefaldighetskyrkan.  